# Yule's Index
De Yule's index (vernoemd naar Udny Yule) is een maat die gebruikt wordt in de biologie om de biodiversiteit van een ecosysteem aan te duiden.
De formule voor deze index is gebaseerd op het feit dat de biodiversiteit niet alleen wordt bepaald door het aantal soorten, maar ook de verhoudingen tussen de aantallen van die soorten.
{\displaystyle Y={\frac {N^{2}}{\displaystyle \sum _{i=1}^{m}N_{i}\cdot (N_{i}-1)}}}
Y = Yule's Index
N = Het totaal aantal metingen
m = Het aantal soorten planten
i = Het nummer van de meting
Ni = Aantal gemeten planten van deze soort
Voorbeeld
Op Schiermonnikoog is onderzocht wat de biodiversiteit van het ecosysteem in de Kobbeduinen is. Hiervoor wordt op 500 plaatsen bekeken wat voor plantengroei daar voorkomt. In het voorbeeld werden maar drie soorten gevonden en wel in de volgende verhouding:
| soort  | aantal |
| ------ | ------ |
| gras   | 323    |
| varen  | 98     |
| distel | 79     |

Yule's index:
{\displaystyle Y={\frac {500^{2}}{323\cdot 322+98\cdot 97+79\cdot 78}}=2,089008473}